# 麦铁仗墓
麦铁仗墓，位于中国广东省韶关市南雄市百顺镇，现为南雄市文物保护单位，类型为古墓葬，公布时间为2006年6月12日。
麦铁仗墓的历史年代为隋。